# Haut-Yafa

Drapeau du Haut-Yafa

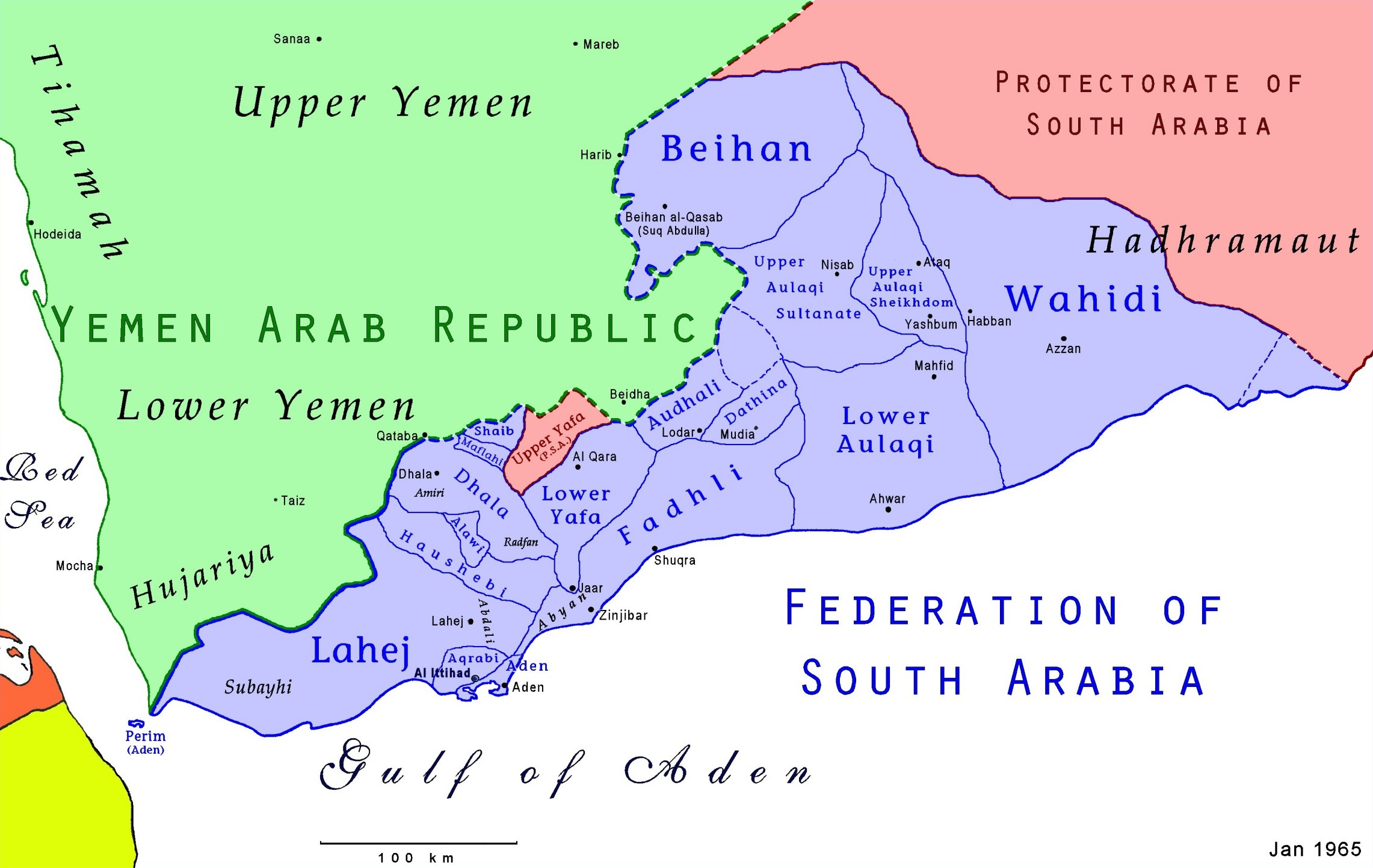
Carte de la fédération d'Arabie du Sud

Le Haut-Yafa (en arabe : يافع العليا [Yāfiʿ al-ʿUlyā]), ou le sultanat du Haut-Yafa (en arabe : سلطنة يافع العليا [Salṭanat Yāfiʿ al-ʿUlyā]), était un des territoires du protectorat d'Aden, dans le Sud-Ouest de la péninsule arabique, comprenant le sultanat et cinq entités tribales dont l'origine remonterait à la période préislamique, quatre sheikhats (Busi, Dhubi, Hadrami, Maflahi) et l'État de Mawsata, dirigé par un naqib. 

## Histoire moderne
Le sultanat rejoignit la fédération d'Arabie du Sud en 1962, de même que le sheikhat de Maflahi en 1965, mais les quatre autres entités déclinèrent l'offre d'y adhérer et constituèrent de 1962 à 1967 une enclave du protectorat d'Arabie du Sud dans la fédération. Sa capitale était Mahjaba. En 1964, des combats s'y déroulèrent, en particulier dans les Monts Radfan, entre guerilleros tribaux, soutenus par le Yémen du Nord et l'Égypte nassérienne, et troupes britanniques. Le sultanat a été aboli en 1967 lors de la fondation de la république démocratique populaire du Yémen du Sud, et fait maintenant partie de la république de Yémen.
L'État était gouverné par la dynastie Harharah.

## Liste des cheikhs
- `Ali ibn Ahmad ibn Harhara (c.1730 - 1735)
- Ahmad ibn `Ali Al Harhara (c.1735 - 1750)
- Salih ibn Ahmad Al Harhara (c.1750 - 1780)
- `Umar ibn Salih Al Harhara (c.1780 - 1800)

## Liste des sultans
- Qahtan ibn `Umar ibn Salih Al  Harhara (c.1800 - 1810)
- `Umar ibn Qahtan ibn `Umar Al Harhara (c.1810 - 1815)
- Qahtan ibn `Umar ibn Qahtan Al Harhara (c.1815 - 1840)
- `Abd Allah ibn Nasir ibn Salih Al Harhara (c.1840 - 1866)
- al-Husayn ibn Abi Bakr ibn Qahtan Al Harhara (1866 - 1875)
- Muhammad ibn `Ali ibn Salih ibn Ahmad Harhara (1881? - 28 avril 1895)
- Qahtan ibn `Umar ibn al-Husayn Harhara (1895 - 1903)
- Salih ibn `Umar ibn al-Husayn Al Harhara (4 décembre 1903 - 1913)
- `Umar ibn Qahtan ibn `Umar Harharah (1913 - 1919)
- Salih ibn `Umar ibn al-Husayn Harhara (1919 - 1927)
- `Umar ibn Salih ibn `Umar Harharah (1927 - 1948)
- Muhammad ibn Salih ibn `Umar Harharah (1948 - 29 novembre 1967)

## Philatélie
L'artiste Bruce Grenville (en) a créé une série de timbres pour le sultanat du Haut-Yafa.